# Française d'occasion
Pour plus de détails, voir Fiche technique et Distribution.
Française d'occasion (Slightly French) est un film musical américain réalisé par Douglas Sirk, sorti en 1949.

## Synopsis
Un metteur en scène tyrannique, perfectionniste et égocentrique est renvoyé pour avoir poussé à bout son actrice principale française. Dans une fête foraine, il rencontre une jeune danseuse sachant parler avec l'accent français. Il la convainc de le suivre et la fait répéter pour la faire passer pour française. Elle accepte de jouer le jeu auprès du producteur.

## Fiche technique
- Titre : Française d'occasion
- Titre original : Slightly French
- Réalisation : Douglas Sirk
- Scénario : Karen DeWolf, Herbert Fields
- Direction artistique : Carl Anderson
- Décors : James Crowe
- Costumes : Jean Louis
- Photographie : Charles Lawton Jr.
- Musique : George Duning
- Direction musicale : Morris Stoloff
- Chorégraphie : Robert Sidney
- Producteur : Irving Starr
- Société de distribution : Columbia Pictures
- Pays de production : États-Unis
- Langue : anglais
- Format : Format : noir et blanc – 35 mm – 1.37:1 – son mono (Western Electric Mirrophonic Recording)
- Genre : Comédie romantique et film musical
- Durée : 80 min
- Dates de sortie :
  - États-Unis : 2 février 1949
  - France : 18 mai 1951

## Distribution
- Dorothy Lamour : Mary O'Leary alias Rochelle Olivia
- Don Ameche : John Gayle
- Janis Carter : Louisa Gayle
- Willard Parker : Douglas Hyde
- Adele Jergens : Yvonne La Tour
- Jeanne Manet : Nicolette

## Autour du film
Remake du film Un rêve à deux (Let's Fall in love) tourné en 1933 par David Burton.